# Montivilliers
Montivilliers ist eine französische Gemeinde mit 15.671 Einwohnern (Stand 1. Januar 2022) im Département Seine-Maritime in der Region Normandie in unmittelbarer Nachbarschaft zu Le Havre. Die Bewohner werden Montivillons und Montivillonnes genannt.
Sie ist bekannt durch ihre Abtei aus dem 7. Jahrhundert (Monasterii Villare, französisch Abbaye de Montivilliers), die wohl zur Abtei Jumièges gehörte und der die Kleinstadt ihren Namen verdankt. Dieses nahe der Seinemündung gelegene Kloster wurde von den Wikingern zerstört und 1035 neu errichtet; es wird seit Ende der 1970er Jahre schrittweise instand gesetzt. Die Stadt wurde 1364 aus der Grafschaft Longueville herausgelöst und der königlichen Krondomäne eingegliedert.
Ein Monument historique auf dem Stadtgebiet ist auch der im 15. Jahrhundert angelegte Friedhof Brisgaret.
Die Gemeinde erhielt 2022 die Auszeichnung „Zwei Blumen“, die vom Conseil national des villes et villages fleuris (CNVVF) im Rahmen des jährlichen Wettbewerbs der blumengeschmückten Städte und Dörfer verliehen wird.

## Geographie
Montivilliers liegt in der Naturregion Pays de Caux Durch Montivilliers fließt der Fluss Lézarde.
Umgeben wird die Gemeinde von den neun Nachbargemeinden:
| Octeville-sur-Mer  | Fontenay Rolleville                         | Épouville              |
| Fontaine-la-Mallet | Kompassrose, die auf Nachbargemeinden zeigt | Saint-Martin-du-Manoir |
| Le Havre           | Harfleur                                    | Gonfreville-l’Orcher   |

## Bevölkerungsentwicklung
| Montivilliers: Einwohnerzahlen von 1793 bis 2022                                                                           | Montivilliers: Einwohnerzahlen von 1793 bis 2022 | Montivilliers: Einwohnerzahlen von 1793 bis 2022 | Montivilliers: Einwohnerzahlen von 1793 bis 2022 | Montivilliers: Einwohnerzahlen von 1793 bis 2022 |
| --- | ------------------------------------------------ | ------------------------------------------------ | ------------------------------------------------ | ------------------------------------------------ |
| Jahr |                                                  |                                                  |                                                  | Einwohner                                        |
| 1793 | 1793                                             |                                                  | 1.886                                            | 1.886                                            |
| 1800 | 1800                                             |                                                  | 3.600                                            | 3.600                                            |
| 1806 | 1806                                             |                                                  | 3.793                                            | 3.793                                            |
| 1821 | 1821                                             |                                                  | 3.603                                            | 3.603                                            |
| 1831 | 1831                                             |                                                  | 3.828                                            | 3.828                                            |
| 1836 | 1836                                             |                                                  | 3.843                                            | 3.843                                            |
| 1841 | 1841                                             |                                                  | 3.920                                            | 3.920                                            |
| 1846 | 1846                                             |                                                  | 4.029                                            | 4.029                                            |
| 1851 | 1851                                             |                                                  | 4.195                                            | 4.195                                            |
| 1856 | 1856                                             |                                                  | 4.078                                            | 4.078                                            |
| 1861 | 1861                                             |                                                  | 4.349                                            | 4.349                                            |
| 1866 | 1866                                             |                                                  | 4.508                                            | 4.508                                            |
| 1872 | 1872                                             |                                                  | 4.181                                            | 4.181                                            |
| 1876 | 1876                                             |                                                  | 4.261                                            | 4.261                                            |
| 1881 | 1881                                             |                                                  | 4.727                                            | 4.727                                            |
| 1886 | 1886                                             |                                                  | 5.157                                            | 5.157                                            |
| 1891 | 1891                                             |                                                  | 5.344                                            | 5.344                                            |
| 1896 | 1896                                             |                                                  | 5.258                                            | 5.258                                            |
| 1901 | 1901                                             |                                                  | 5.491                                            | 5.491                                            |
| 1906 | 1906                                             |                                                  | 5.492                                            | 5.492                                            |
| 1911 | 1911                                             |                                                  | 5.944                                            | 5.944                                            |
| 1921 | 1921                                             |                                                  | 6.425                                            | 6.425                                            |
| 1926 | 1926                                             |                                                  | 6.490                                            | 6.490                                            |
| 1931 | 1931                                             |                                                  | 6.912                                            | 6.912                                            |
| 1936 | 1936                                             |                                                  | 6.980                                            | 6.980                                            |
| 1946 | 1946                                             |                                                  | 7.854                                            | 7.854                                            |
| 1954 | 1954                                             |                                                  | 8.314                                            | 8.314                                            |
| 1962 | 1962                                             |                                                  | 8.427                                            | 8.427                                            |
| 1968 | 1968                                             |                                                  | 8.910                                            | 8.910                                            |
| 1975 | 1975                                             |                                                  | 10.563                                           | 10.563                                           |
| 1982 | 1982                                             |                                                  | 15.030                                           | 15.030                                           |
| 1990 | 1990                                             |                                                  | 17.067                                           | 17.067                                           |
| 1999 | 1999                                             |                                                  | 16.556                                           | 16.556                                           |
| 2006 | 2006                                             |                                                  | 16.174                                           | 16.174                                           |
| 2011 | 2011                                             |                                                  | 16.344                                           | 16.344                                           |
| 2016 | 2016                                             |                                                  | 15.942                                           | 15.942                                           |
| 2022 | 2022                                             |                                                  | 15.671                                           | 15.671                                           |
| Quelle(n): EHESS/Cassini bis 1999, INSEE ab 2006 Anmerkung(en): Ab 1962 offizielle Zahlen ohne Einwohner mit Zweitwohnsitz |                                                  |                                                  |                                                  |                                                  |

## Sehenswürdigkeiten
- Die königliche Abtei wurde 684–685 vom heiligen Philbert, dem Abt von Jumièges, gegründet. Das Refektorium stammt aus dem 13. Jahrhundert, das neue Refektorium aus dem 16. Jahrhundert, die Klostergebäude aus dem Ende des 15. Jahrhunderts, die Vorhalle aus dem 17. Jahrhundert und die Abteiwohnung aus dem 18. Jahrhundert. Die Abtei ist in verschiedenen Teilen seit 1862 und 1992 als Monument historique klassifiziert, seit 1986 und 1993 in anderen Teilen eingeschrieben.
- Das Herrenhaus Epaville stammt ursprünglich aus der zweiten Hälfte des 16. Jahrhunderts. Es ist seit 1992 als Monument historique eingeschrieben.
- Die protestantische Kirche datiert aus dem 18. Jahrhundert und ist seit 1977 als Monument historique eingeschrieben.
- Das Haus in der Rue Vieille-Cohue datiert aus dem 16. Jahrhundert und ist seit 1926 als Monument historique eingeschrieben.
- Die Reste der ehemaligen Stadtbefestigung aus dem 14. Jahrhundert sind seit 1928 als Monument historique eingeschrieben.
- Ein ehemaliges Massengrab befindet sich auf dem Friedhof Brisgaret. Es ist seit 1886 als Monument historique klassifiziert.

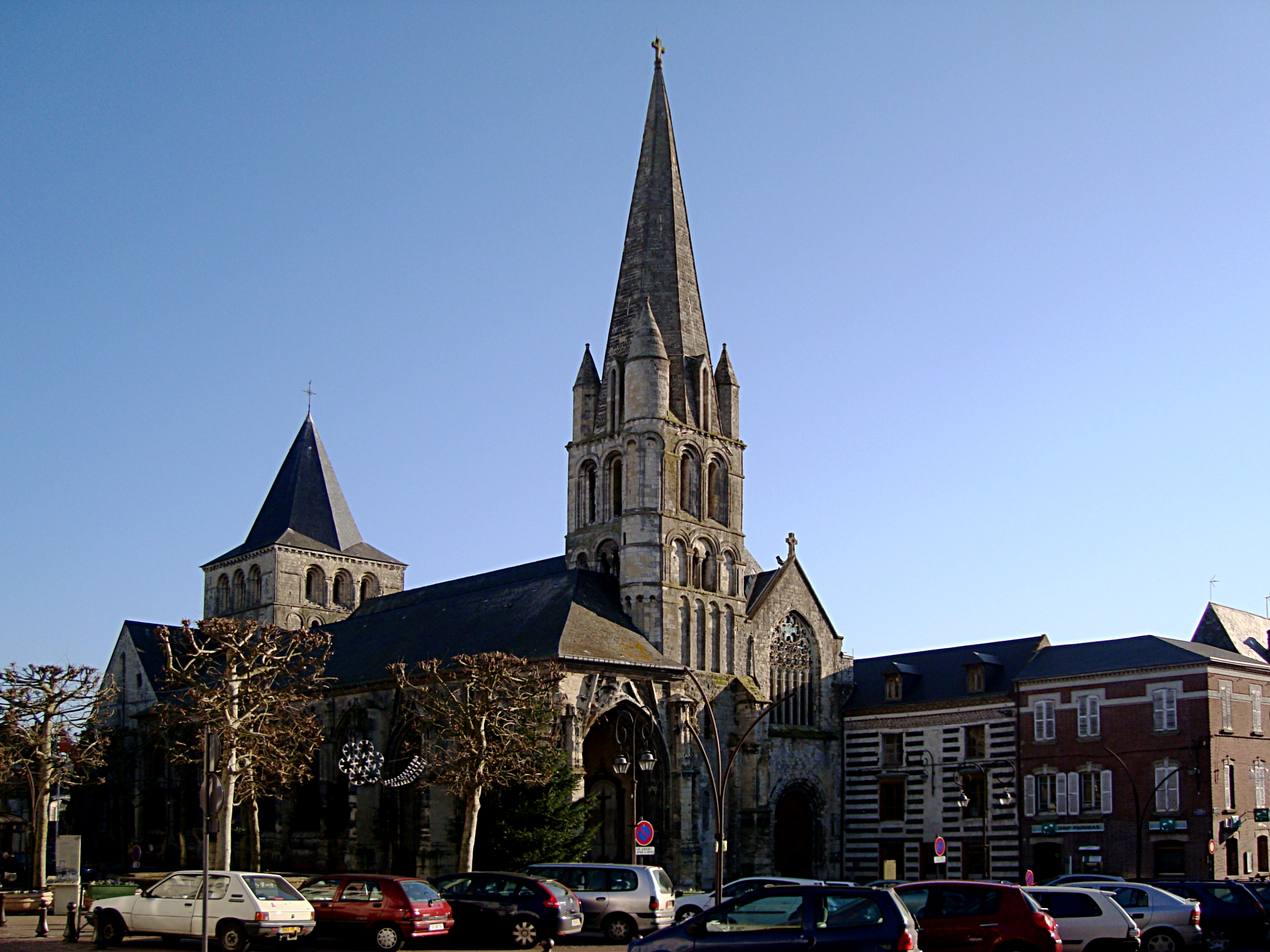
Abteikirche
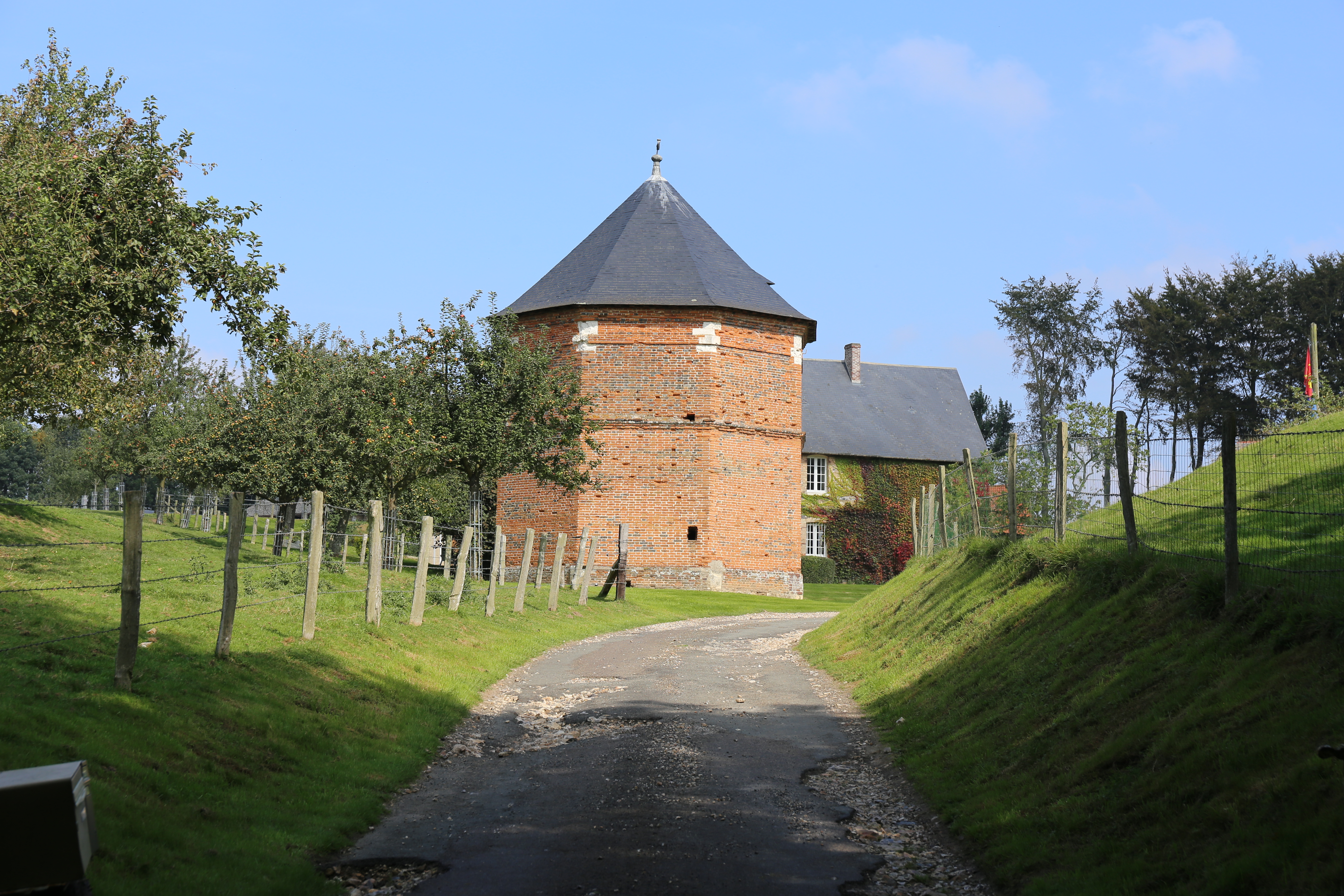
Herrenhaus Epaville
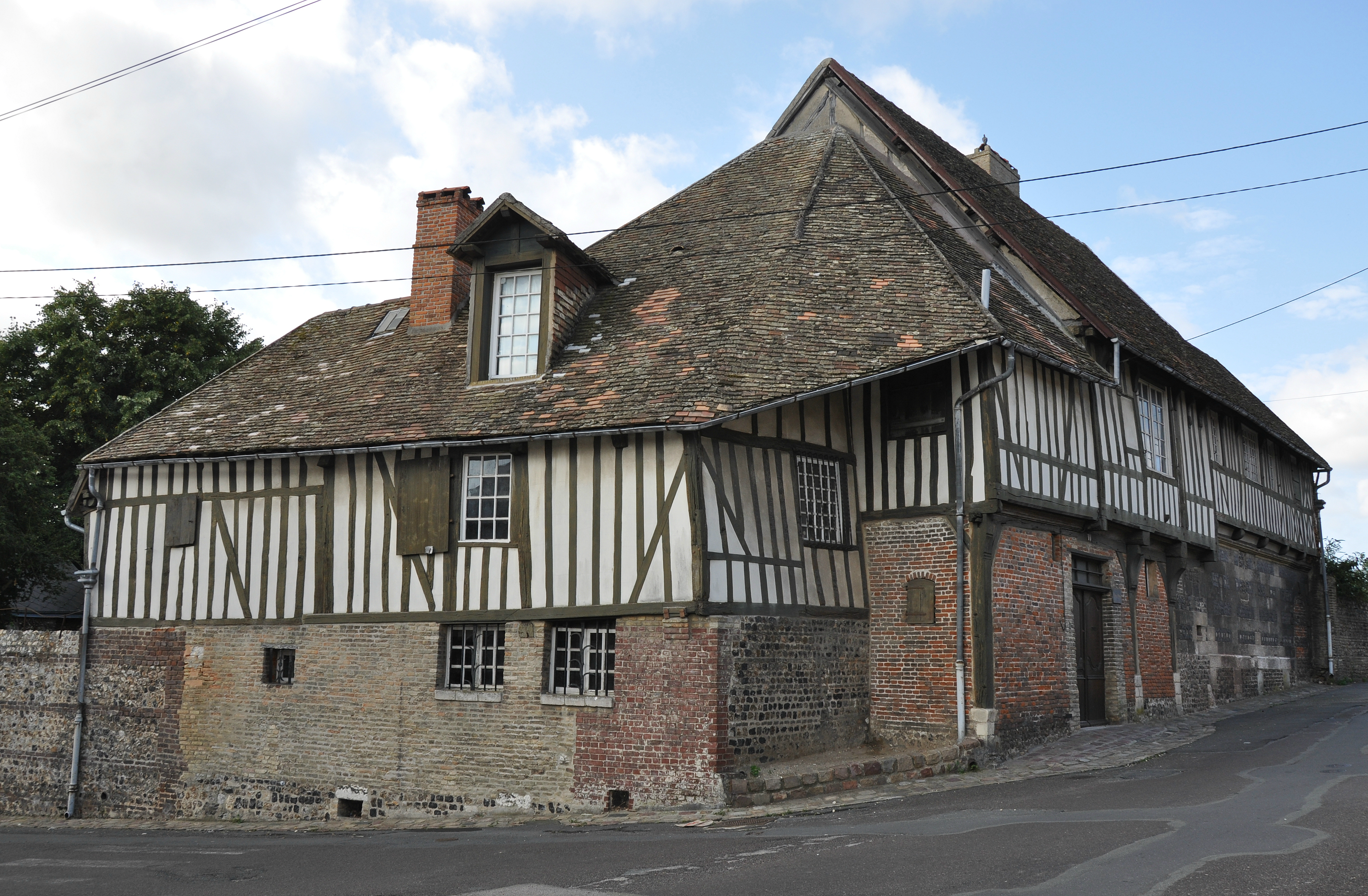
Haus aus dem 16. Jahrhundert
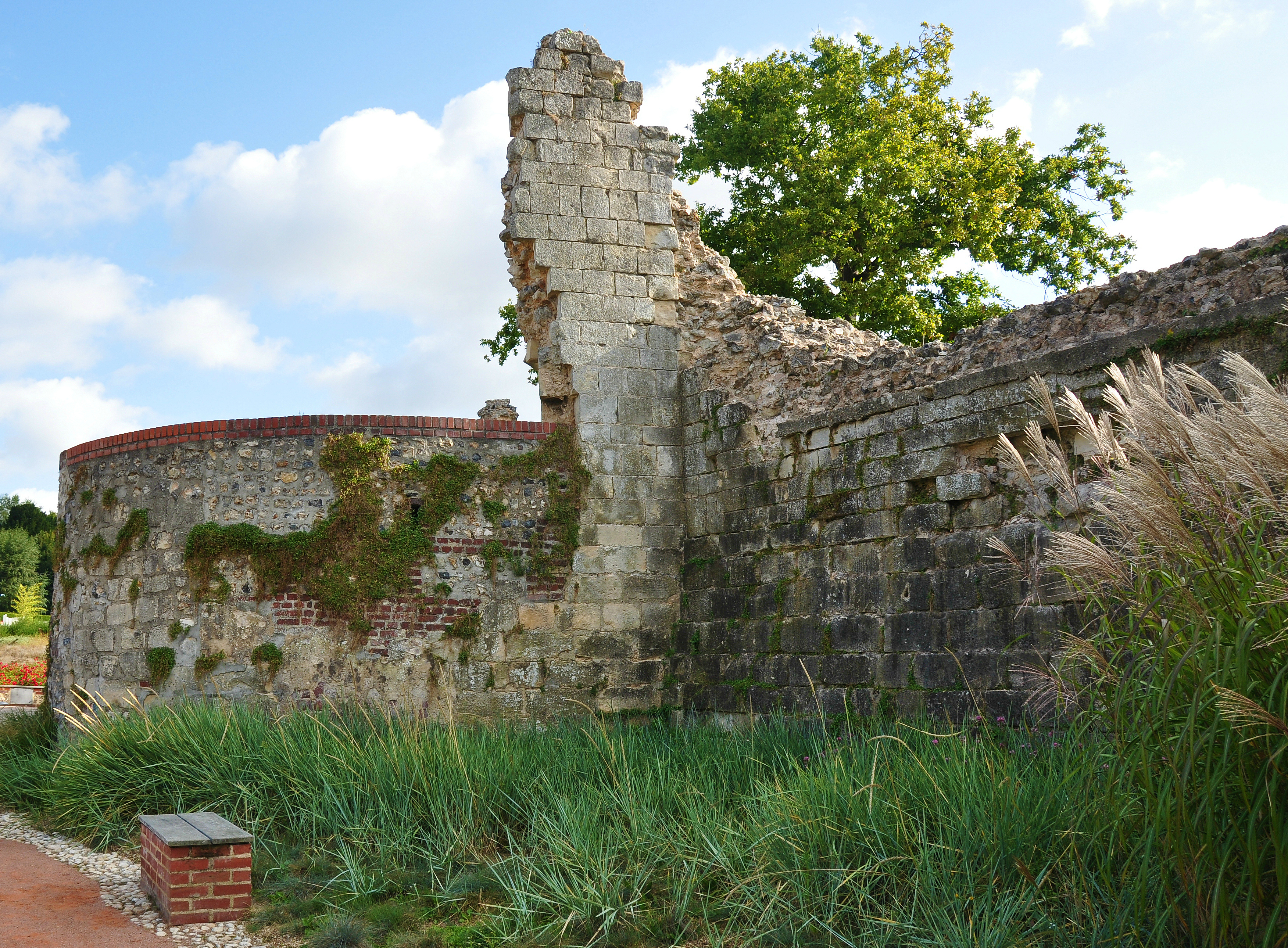
Reste der ehemaligen Stadtbefestigung
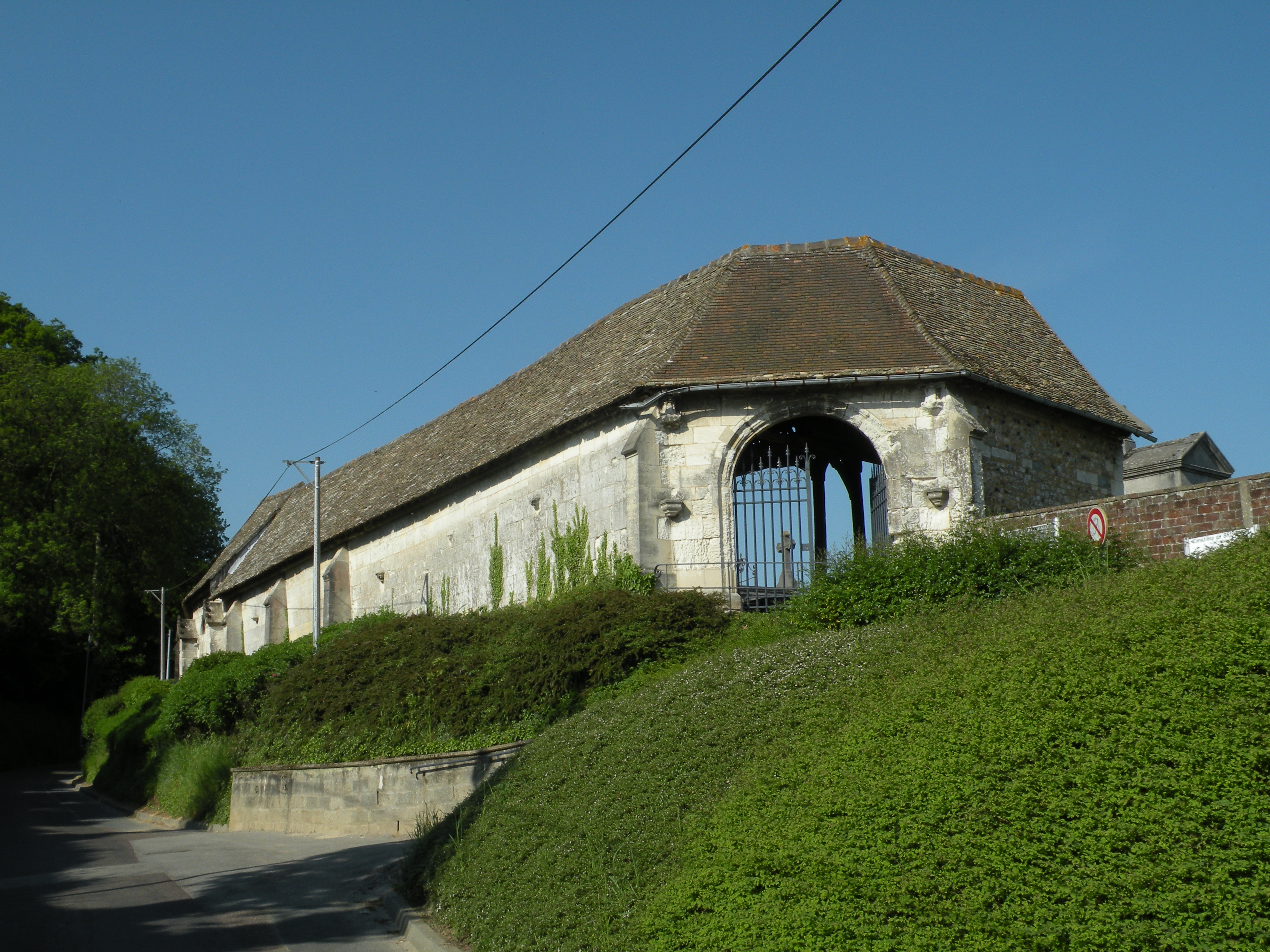
Massengrab auf dem Friedhof Brisgaret
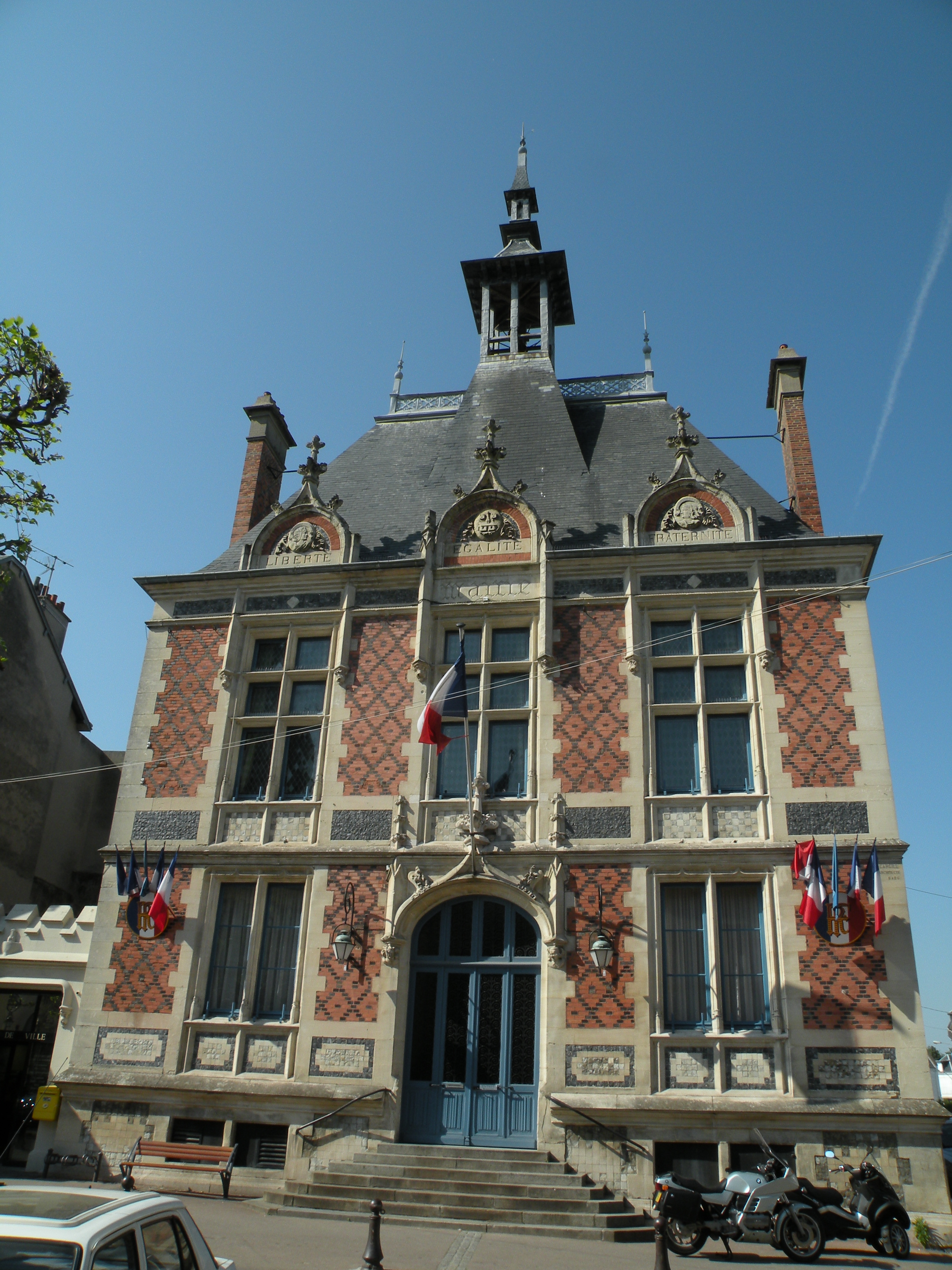
Rathaus (Hôtel de ville)

## Städtepartnerschaften
- Neuwied, Rheinland-Pfalz, Deutschland, seit 1989
- Nasséré, Burkina Faso, seit 2020 Beziehungen im Rahmen der Entwicklungszusammenarbeit
- Nordhorn, NI. Deutschland

## Persönlichkeiten
- Louis-Georges de Bréquigny (1715–1795), Historiker und Mitglied der Académie française
- Raymond Leroy (1897–1946), Autorennfahrer
- René Bihel (1916–1997), Fußballspieler
- Édouard Mendy (* 1992), Fußballspieler
- Dienaba Sy (* 1995), französisch-senegalesische Handballspielerin
- Nathaël Julan (1996–2020), Fußballspieler
- Lys Mousset (* 1996), Fußballspieler
- Özer Özdemir (* 1998), französisch-türkischer Fußballspieler
- Himad Abdelli (* 1999), französisch-algerischer Fußballspieler
- Melvin Zinga (* 2002), kongolesisch-französischer Fußballspieler